# Пінчук Мотрона Федорівна
Пінчук Мотрона Федорівна (23.01.1928, с. Хрести (Волошкове) Опішнянського району Полтавської округи — 07.2001, с. Човно-Федорівка Зіньківського району) — Почесний громадянин Зіньківщини. Працювала інструктором Опішнянського райкому партії, на різних посадах у колгоспі ім Кірова, головою Човно-Федорівської сільради. Секретар парторганізації, а з 1965 — голова правління колгоспу «Маяк». Очолювала це господарство протягом 36 років.
Нагороджена орденами Трудового Червоного Прапора, «Знак Пошани», Леніна, грамотою Президії Верховної Ради УРСР; удостоєна звання «Заслужений працівник сільського господарства» (1986).